# Polític

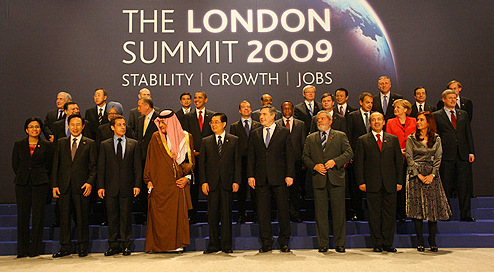
El G20, reunió periòdica d'alts càrrecs polítics per tractar sobre temes econòmics d'abast mundial.

Un polític és una persona que es dedica a activitats polítiques, és a dir, tot el que representa l'adquisició, el manteniment i la gestió del poder en institucions o àmbits públics.
És un membre formalment reconegut i actiu d'un govern, o una persona que exerceix influència sobre la manera en com una societat és regida per mitjà de coneixement sobre les dinàmiques socials i l'exercici del poder. Això inclou a les persones que ostenten càrrecs amb poder de decisió al govern, i a aquelles que busquen obtenir tals posicions, mitjançant eleccions o per designació o nomenament, o a través d'una revolució, cop d'Estat o frau electoral.